# Phrudocentra genuflexa
Phrudocentra genuflexa är en fjärilsart som beskrevs av W. Warren 1906. Phrudocentra genuflexa ingår i släktet Phrudocentra och familjen mätare. Inga underarter finns listade i Catalogue of Life.